# 豪斯多夫维数
豪斯多夫维数又称作豪斯多夫-贝塞科维奇维数（英語：Hausdorff-Besicovitch Dimension）或分形维数，它是由德國数学家豪斯多夫（Felix Hausdorff）于1918年引入的。通过豪斯多夫维数可以定義任意度量空間的子集之維數，包括像是分形（Fractal）等复杂的集合。对于简单的几何形狀比如线、长方形、长方体等豪斯多夫维数等同于它们通常的几何维度或者说拓扑维度。通常来说一个物体的豪斯多夫维数不像拓扑维度一样总是一个自然数而可能会是一个非整的有理数或者无理数。

## 通俗的描述
从直觉上来说一个集合的维数是描述这个集合中一点所需的独立参数的个数。比如要描述一个平面里的一点我们需要两个坐标x和y，那么平面的维数便是2。最接近这个想法的数学模型是拓扑维度。可以预见拓扑维度必然是一个自然数。但是拓扑维度在描述某些不规则的集合比如分形的时候遭遇到了困难，而豪斯多夫维数则是一个描述该种集合的恰当工具。
设想有一个由三维空间内具有有限大小的点组成的集合，N是用来覆盖这个集合内所有点所需的半径为R的球体的最少个数，则这个最小数N是R的一个函数，记作N(R)。显然R越小则N越大，假设N(R)和Rd之间存在一个反比的关系，我们把这个关系记作
{\displaystyle N(R)\sim {\frac {1}{R^{d}}}}
当R趋向于0时，我们得到
{\displaystyle d=-\lim _{R\rightarrow 0}\log _{R}N}
这里的d就是这个集合的豪斯多夫维数。
在这里除了球体以外也可以使用正方体或其它类似的物体来覆盖集合内的点。如果是在一个二维平面内则应该使用圆而非球体。总之在一个n维空间则应该使用相应的n维物体。对于一条有限长度的曲线来说所需的“球体”的个数和它的半径成反比，那么曲线的豪斯多夫维数为1。对于一个平面而言，所需的“球体”的个数明显和它的半径的平方成反比，那么这个平面的豪斯多夫维数则为2。
考察一个特殊的几何物体，这个物体由n个大小一致且互不重叠的小物体组成，这些小物体的形状和这个物体本身相同。若这些小物体和大物体的大小比例为1:m，那么这个几何物体的豪斯多夫维数为{\displaystyle d=\log _{m}n}。若这些小物体的大小不同，设每个小物体与大物体的大小比例为{\displaystyle m_{i}}，那么有{\displaystyle \sum _{i=1}^{n}{\frac {1}{m_{i}^{d}}}=1}。这里我们称其为相似维度。下面是两个例子：
1. 正方形：一个正方形由9个长宽都只有它三分之一的小正方形组成，那么{\displaystyle d=\log _{3}9=2}。
2. 科赫曲线：科赫曲线的每一部分都由4个跟它自身比例为1:3的形状相同的小曲线组成，那么它的豪斯多夫维数为{\displaystyle d=\log _{3}4=1.26185950714...}，是一个无理数。动画描述的是科赫曲线的第一到第六次迭代。

动画描述的是科赫曲线的第一到第六次迭代。

实际上豪斯多夫维数的计算并不像上面的例子那样简单，甚至可以说很不容易。请参看本条目的『计算』部分。

## 严格的定义
豪斯多夫外测度：
令X为一个度量空间，E为X的一个子集，d ∈ [0, ∞)，定义
{\displaystyle H_{\delta }^{d}(E)=\inf {\Bigl \{}\sum _{i=1}^{\infty }(\operatorname {diam} \;U_{i})^{d}:\bigcup _{i=1}^{\infty }U_{i}\supseteq E,\,\operatorname {diam} \;U_{i}<\delta {\Bigr \}}.}
则E的d次豪斯多夫外测度被定义为：
{\displaystyle H^{d}(E)=\lim _{\delta \rightarrow 0}H_{\delta }^{d}(E).}
豪斯多夫维数：
豪斯多夫维数被定义为豪斯多夫外测度从零变为非零值跳跃点对应的s值。严格的定义为：
{\displaystyle \mathrm {dim} _{H}(E)=\inf\{s:H^{s}(E)=0\}=\sup\{s:H^{s}(E)=\infty \}}

## 郝斯多夫維數的性質

### 聯集或積的維度
設{\displaystyle X=\bigcup _{i\in I}X_{i}}可數個集合的聯集，則
{\displaystyle \dim _{\operatorname {Haus} }(X)=\sup _{i\in I}\dim _{\operatorname {Haus} }(X_{i}).}
此結果可以直接利用定義驗證。
如果{\displaystyle X,Y}是兩個非空度量空间，那麼其積的郝斯多夫維度滿足
{\displaystyle \dim _{\operatorname {Haus} }(X\times Y)\geq \dim _{\operatorname {Haus} }(X)+\dim _{\operatorname {Haus} }(Y).}
上式的嚴格不等號是可能成立的，例如可以找到兩個維度是0的集合，其積的維度是1。
在另一個方向，有個著名的結果是如果{\displaystyle X,Y\subseteq \mathbb {R} ^{n}}是博雷爾集，則其積的郝斯多夫維度有上界：{\displaystyle X}的郝斯多夫維度加上{\displaystyle Y}的上填充維度，此結果在Mattila (1995)討論.

## 计算
豪斯多夫维数是不容易直接计算的，一般的可以通过计盒维数（Box-counting dimension）估计到它的一个上界，而且可以通过局部维数（点维数，Local dimension）估计到它的一个下界。

## 自相似集的維數
對於许多由自相似條件定義的碎形，其郝斯多夫維數可以依據以下的理論得出。其中一集合{\displaystyle E}是自相似的如果存在壓縮映射
{\displaystyle \psi _{i}:\mathbf {R} ^{n}\rightarrow \mathbf {R} ^{n},\quad i=1,\dots ,m}
使得
{\displaystyle A=\bigcup _{i=1}^{m}\psi _{i}(A),}
{\displaystyle H^{s}\left(\psi _{i}(E)\cap \psi _{j}(E)\right)=0,\quad 1\leq i<j\leq m.}
事實上，如果{\displaystyle \psi _{i}}都是压缩映射，那麼存在唯一的非空緊緻集合{\displaystyle A}滿足上上式。這個定理可將巴拿赫的巴拿赫不动点定理應用在完备度量空间（{\displaystyle \mathbb {R} ^{n}}的非空緊緻子集和郝斯多夫距離）。

### 開集條件
為了計算某些特定情況時的郝斯多夫維數，我們需要定義開集條件（open set condition 簡稱 OSC）：我們說映射{\displaystyle \psi _{i},\,i=1,\dots ,m}滿足開集條件如果非空有界開集{\displaystyle V}使得
{\displaystyle \bigcup _{i=1}^{m}\psi _{i}(V)\subseteq V,}
其中上式聯集的{\displaystyle m}個集合兩兩不相交。
開集條件是為了確保{\displaystyle V}沒有「太小」時，{\displaystyle \psi _{i}(V)}不要重疊「太多」，從而{\displaystyle \psi _{i}(A)}不要重疊「太多」（其中{\displaystyle \textstyle A=\bigcup _{i=1}^{m}\psi _{i}(A)}）。接著我們給出計算維數的定理：
定理. 假設壓縮映射{\displaystyle \psi _{i},\,i=1,\dots ,m}滿足開集條件，並且其縮放比例分別為{\displaystyle r_{1},\dots ,r_{n}\in (0,1)}。則對於唯一滿足{\displaystyle \textstyle A=\bigcup _{i=1}^{m}\psi _{i}(A)}的集合，其郝斯多夫維數{\displaystyle s}滿足
{\displaystyle \sum _{i=1}^{m}r_{i}^{s}=1.}
利用此定理，我們就可以簡單的算出一些集合的郝斯多夫維數，例如康托爾集的郝斯多夫維數{\displaystyle s}滿足
{\displaystyle \left({\frac {1}{3}}\right)^{s}+\left({\frac {1}{3}}\right)^{s}=1,}
從而{\displaystyle s=\log _{3}2}。